# عمرو بن جرموز
عمرو بن جرموز سعدی تمیمی قاتل زبیر بن عوام که در جمادی‌الاول ۳۶ هجری/نوامبر ۶۵۶ در جریان جنگ جمل،  پس از اینکه زبیر صحنه نبرد را ترک نمود او را تعقیب و در منطقه  وادی السباع  که امروزه با نام بلده الزبیر خوانده می‌شود، او را ترور کرد.    
پس از اینکه قاتل سر زبیر را نزد علی برد تا خبر قتل را به او بدهد و از او پاداش بگیرد، علی روایتی از پیامبر اسلام را برایش نقل کرد و گفت از رسول خدا شنیدم که فرمود کشنده پسر صفیه را به آتش بشارت ده.